# Hyundai Venue
El Hyundai Venue (en coreano: 현대 베뉴) es un automóvil derivado producido por el fabricante surcoreano Hyundai. Derivado de la plataforma del Accent, fue el crossover más pequeño de Hyundai a nivel mundial antes de la introducción del Casper. Se presentó en el Salón del Automóvil de Nueva York 2019. En la gama de Hyundai, el Venue se sitúa por debajo del Kona o el Creta, y por encima del Casper.

## Resumen

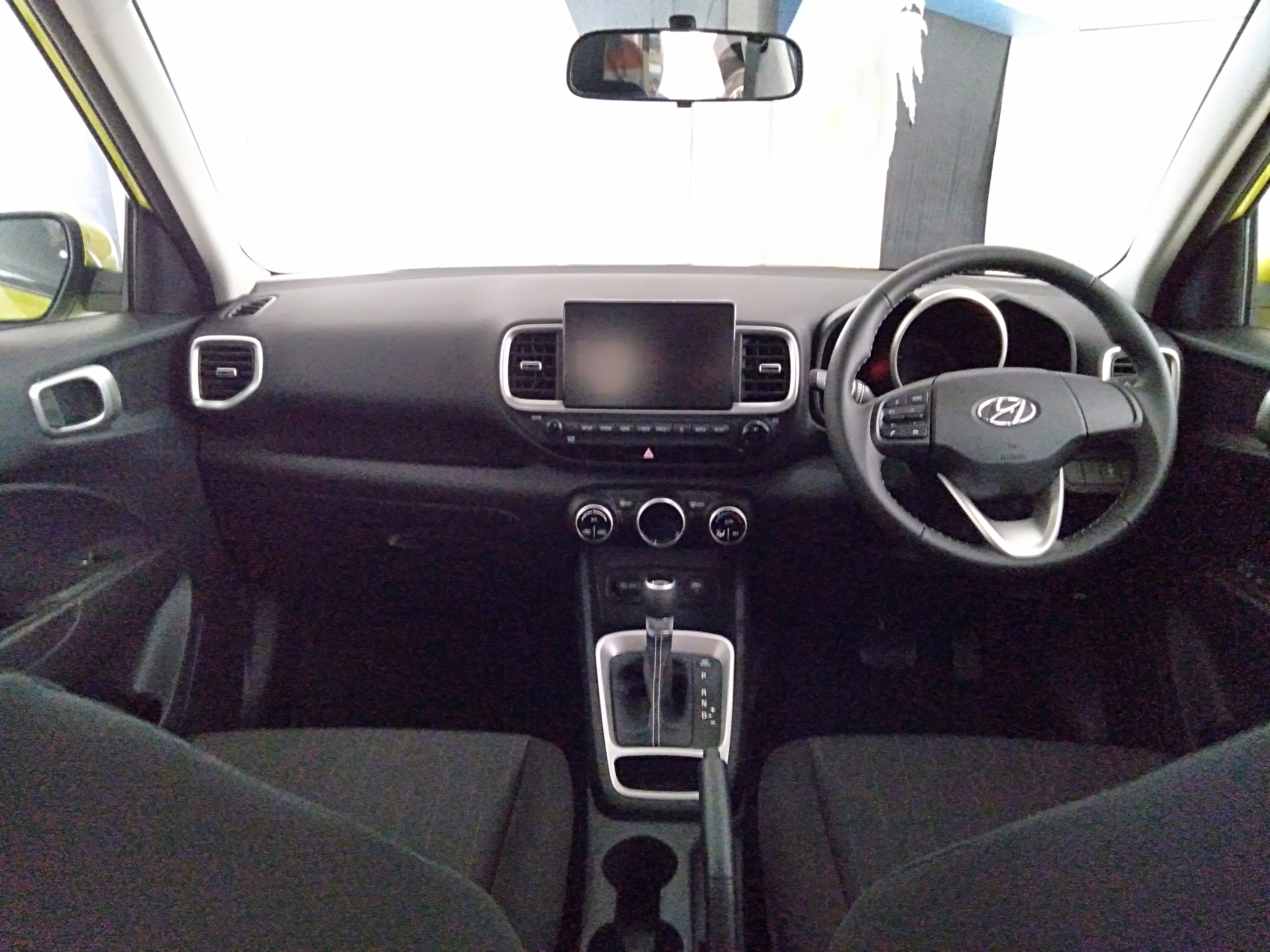
Interior

Se desarrollaron y produjeron dos versiones del Venue para diferentes mercados. Los fabricados en las plantas coreanas tienen en el nombre el código QX o  QX1, mientras que la versión orientada a la India tiene en el nombre el código interno QXi. La versión india es más corta en longitud y distancia entre ejes que la versión coreana, y se construye en la planta de Chennai en India.
El Venue no se comercializa en Europa, donde  se vende el Bayon (basado en el Hyundai i20) y que se introdujo en 2021.

## Mercados

### India (QXi)
El Venue se lanzó el 21 de mayo de 2019 en la India, y estaba disponible en 5 niveles de equipamiento; E, S, SX, SX + y SX (O). En diciembre de 2019, los vehículos reservados para su compra habían superado la marca de las 100.000 unidades.
En el mercado indio, el Venue ocupa la categoría de SUV de menos de 4 metros, beneficiándose de los beneficios fiscales establecidos para los coches de menos de 4 metros. La longitud se reduce 45 mm (1,8 plg) para lograr quedar por debajo de los 4 metros colocando un parachoques trasero menos sobresaliente. Está propulsado por un motor de gasolina de aspiración natural de 1.2 litros y 4 cilindros que rinde 83 CV (61 kW; 82 HP) y 115 N·m (11,7 kg·m; 84,8 lb·pie) de par, combinado con una transmisión manual de 5 velocidades y un motor de gasolina GDI turboalimentado de 1.0 litros y 3 cilindros que ofrece 120 CV (88 kW; 118 HP) y 172 N·m (17,5 kg·m; 126,9 lb·pie) de par. El turbo de gasolina tiene la opción exclusiva de una transmisión automática de doble embrague de 7 velocidades y también una manual de 6 velocidades.
El motor diésel de 1.4 litros con el que se lanzó originalmente fue reemplazado en marzo de 2020 por un motor diésel de 1.5 litros, que cumple con la norma Bharat Stage 6. El motor más grande genera 100 CV (74 kW; 99 HP) y 240 N·m (24,5 kg·m; 177 lb·pie) de par, que es 10 hp y 20 N·m más que la potencia del motor de 1.4 litros. El motor diésel de 1.5 litros se combina con una transmisión manual de 6 velocidades.
En julio de 2020, se introdujo una opción transmisión manual sin embrague de 6 velocidades para el motor de 1.0 litros. Se comercializa como la tecnología "iMT". Funciona con un sensor en la palanca de cambios, un actuador hidráulico y una unidad de control de transmisión (TCU). La centralita recibe una señal del sensor de la palanca, que indica la intención del conductor de cambiar de marcha, que luego envía una señal para activar el actuador hidráulico. Luego, la presión hidráulica se envía al cilindro esclavo concéntrico (CSC) a través del tubo del embrague. El CSC usa esta presión para controlar el embrague y el plato de presión, con lo que se acopla y desacopla el embrague.

### América del Norte

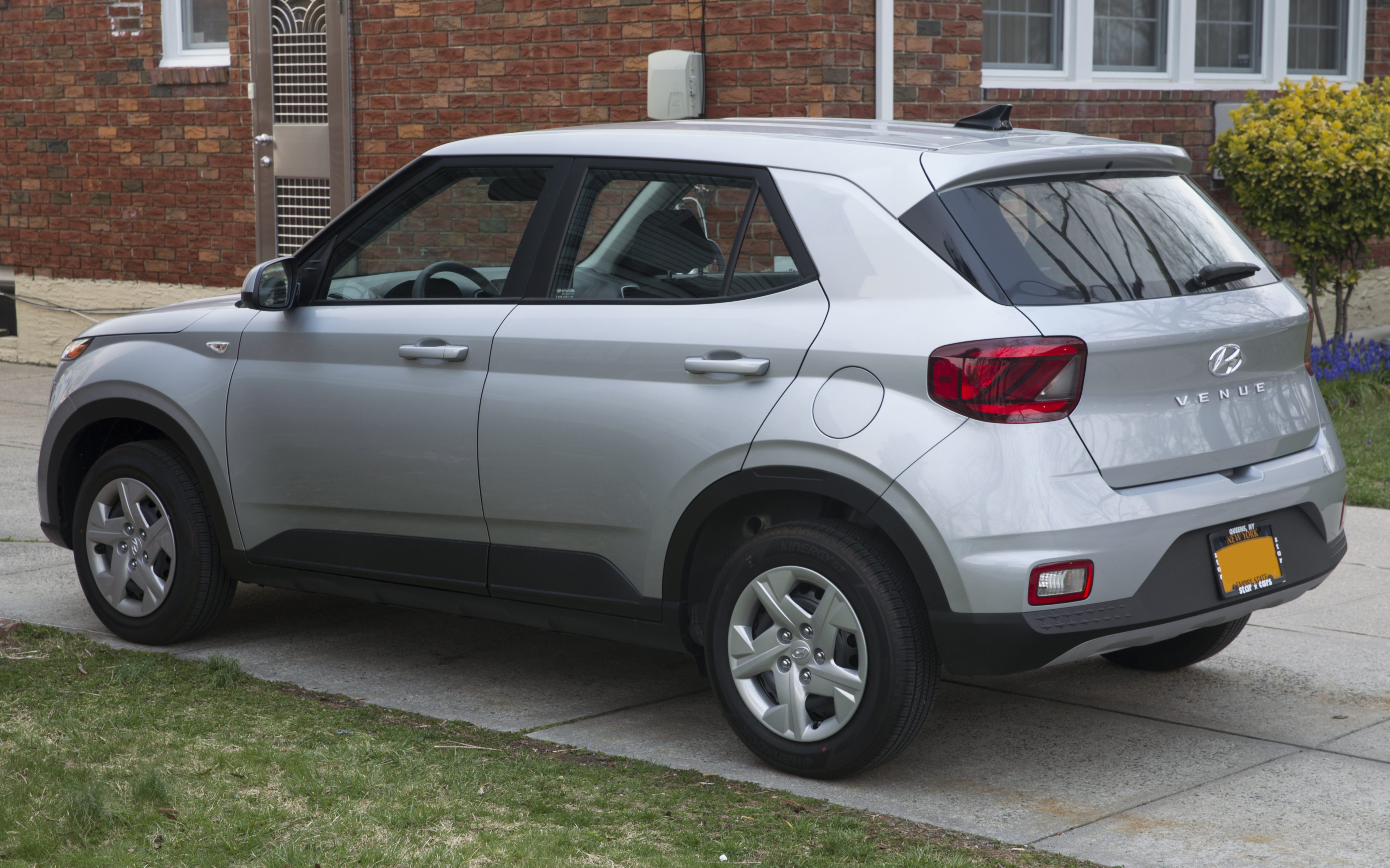
Vista trasera (SE; versión EE. UU.)

En el mercado norteamericano, el Venue será impulsado por el motor de cuatro cilindros en línea de gasolina y 1.6 litros, que rinde 121 HP (123 CV; 90 kW) y 113 lb·pie (153 N·m) de par. Estarán disponibles una transmisión manual de 6 velocidades (solo en el modelo SE base) y un Transmisión Variable Inteligente (IVT) (estándar en el SEL y Denim, y opcional en el SE). Estará disponible exclusivamente con tracción delantera (FWD). Los niveles de acabado son SE básico y SEL de nivel superior. La transmisión manual se dejó de producir en 2021 debido a las bajas ventas.
Las características estándar en todos los niveles de equipamiento del Venue incluyen asistencia para evitar colisiones frontales con detección de peatones, asistente de mantenimiento de carril, advertencia de atención al conductor y un sistema de información y entretenimiento con pantalla de 8 pulgadas con integración de teléfonos inteligentes Android Auto y Apple CarPlay. Las opciones disponibles incluyen advertencia de colisión de punto ciego, advertencia de colisión de tráfico cruzado trasero, luces LED, llantas de aleación, techo corredizo, techo de dos tonos, navegación, tecnología Hyundai Blue Link, un sistema de audio de 6 altavoces y rieles laterales en el techo. También existe una versión llamada Venue Denim, solo disponible en azul denim con techo blanco combinado con un interior de cuero sintético gris claro y denim. La mezclilla pasó a llamarse corte Limited después de 2021.

### Australia
Lanzados en septiembre de 2019, las unidades con destino a Australia vienen con tres equipamientos, denominados Go, Active y Elite. En la gama de la marca, quedan por debajo del Hyundai Kona, de tamaño más grande. Una 'Edición de lanzamiento', basada en el Elite, también estuvo inicialmente disponible limitada a 100 unidades, con colores exteriores únicos y un techo corredizo eléctrico. Todos están propulsados por el motor de gasolina de cuatro cilindros en línea Gamma de 1.6 litros disponible con una transmisión manual de 6 velocidades o una transmisión automática de 6 velocidades, según la variante.
Para el mercado australiano, el Venue actúa como un reemplazo indirecto del Hyundai Accent de cuarta generación, debido a la falta de producción del Accent de quinta generación con el volante a la derecha en Corea del Sur por el momento. El precio de entrada para el Venue se ha mantenido bajo para conservar futuros clientes del nivel básico.

## Seguridad
La IIHS concedió al Hyundai Venue 2021 un premio Top Safety Pick Key y la NHTSA lo ha calificado con cuatro estrellas. Las características de seguridad del Hyundai Venue 2021 incluyen seis bolsas de aire, sistema de control de estabilidad electrónico, control de estabilidad del vehículo, alarma de advertencia de colisión delantera, alarma de advertencia de detección de peatones, detección de punto ciego y asistencia de tráfico cruzado trasero. La asistencia activa para mantenerse en el carril, los faros LED de luces altas ajustables automáticamente y la detección de punto ciego se incluyen de serie en todos los modelos SEL.

## Tren motriz

### Modelos QX
| Modelo                | Año           | Transmisión                           | Potencia                          | Par                               | 0-100 km/h (0-62 mph) (oficial)     |
| Gasolina              | Gasolina      | Gasolina                              | Gasolina                          | Gasolina                          | Gasolina                            |
| --------------------- | ------------- | ------------------------------------- | --------------------------------- | --------------------------------- | ----------------------------------- |
| 1.6 L Gamma MPi       | 2019–presente | 6-marchas manual 6-marchas automática | 123 CV (90 kW; 121 HP) a 6300 rpm | 15,4 kg·m (111 lb·pie) a 4850 rpm | 11.2 s (manual) 11.4 s (automática) |
| 1.6 L Smartstream MPi | 2019–presente | 6-marchas manual CVT                  | 123 CV (90 kW; 121 HP) a 6300 rpm | 15,7 kg·m (114 lb·pie) a 4500 rpm | 11.2 s                              |

### Modelos QXi
| Modelo               | Año           | Transmisión                                           | Potencia                          | Par                                    |
| Gasolina             | Gasolina      | Gasolina                                              | Gasolina                          | Gasolina                               |
| -------------------- | ------------- | ----------------------------------------------------- | --------------------------------- | -------------------------------------- |
| 1.0 L Kappa II T-GDi | 2019–presente | 6-marchas manual 6-marchas sin embrague 7-marchas DCT | 120 CV (88 kW; 118 HP) a 6000 rpm | 17,5 kg·m (127 lb·pie) a 4000 rpm      |
| 1.2 L Kappa II MPi   | 2019–presente | 5-marchas manual                                      | 83 CV (61 kW; 82 HP) a 6000 rpm   | 11,7 kg·m (85 lb·pie) a 4000 rpm       |
| Diésel               |               |                                                       |                                   |                                        |
| 1.4 L U II CRDi      | 2019–2020     | 6-marchas manual                                      | 90 CV (66 kW; 89 HP) a 4000 rpm   | 23,5 kg·m (170 lb·pie) a 1500–2750 rpm |
| 1.5 L U II CRDi      | 2020–presente | 6-marchas manual                                      | 100 CV (74 kW; 99 HP) a 4000 rpm  | 24,5 kg·m (177 lb·pie) a 1500–2750 rpm |

## Ventas

### Ventas globales
| Año  | Venue QX | Venue QXi | Total   |
| ---- | -------- | --------- | ------- |
| 2019 | 37.454   | 74.324    | 111.778 |
| 2020 | 56.305   | 88.531    | 144.836 |

### Ventas regionales
| Año  | India  | Corea del Sur | Estados Unidos |
| ---- | ------ | ------------- | -------------- |
| 2019 | 70.443 | 16.867        | 1.077          |
| 2020 | 82.428 | 17.726        | 19.125         |